# Leucophenga varia
Leucophenga varia är en tvåvingeart som först beskrevs av Walker 1849.  Leucophenga varia ingår i släktet Leucophenga och familjen daggflugor. Inga underarter finns listade i Catalogue of Life.